# Dipodomys stephensi
Dipodomys stephensi је врста глодара из породице кенгур-пацова (Heteromyidae).

## Распрострањење
Ареал врсте је ограничен на једну државу. Сједињене Америчке Државе су једино познато природно станиште врсте.

## Станиште
Станишта врсте су поља риже и травна вегетација.

## Начин живота
Врста Dipodomys stephensi прави подземне пролазе.

## Угроженост
Ова врста се сматра угроженом.